# باول باوش
باول باوش هو سياسي ألماني، ولد في 27 مايو 1895 في كورنتال-مونشينغن في ألمانيا، وتوفي في 1 سبتمبر 1981. نشط حزبياً في الاتحاد الديمقراطي المسيحي. وقد انتخب عضو في الرايخستاغ في  جمهورية فايمار ‏ وانتخب عضو في البوندستاغ الألماني خلال فترته النيابية ‏ (7 سبتمبر 1949 – 7 سبتمبر 1953).

## وصلات خارجية
- باول باوش على موقع مونزينجر (الألمانية)